# 单花新麦草
单花新麦草（学名：Psathyrostachys kronenburgii），为菊科新麦草属下的一个植物种。